# ለ
Cette page contient des caractères éthiopiques. En cas de problème, consultez Aide:Unicode ou testez votre navigateur.
ለ (« lä ») est un caractère utilisé dans l'alphasyllabaire éthiopien comme symbole de base pour représenter les syllabes débutant par le son /l/.

## Usage
L'écriture éthiopienne est un alphasyllabaire ou chaque symbole correspond à une combinaison consonne + voyelle, organisé sur un symbole de base correspondant à la consonne et modifié par la voyelle. ለ correspond à la consonne « l » (ainsi qu'à la syllabe de base « lä »). Les différentes modifications du caractères sont les suivantes :
- ለ : « lä », [lɛ]
- ሉ : « lu », [lu]
- ሊ : « li », [li]
- ላ : « la », [la]
- ሌ : « le », [lə]
- ል : « lə », [lɨ] ([l])
- ሎ : « lo », [lo]
- ሏ : « lwä », [lwa]

ለ est le 2e symbole de base dans l'ordre traditionnel de l'alphasyllabaire.

## Historique

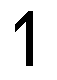
Caractère « l » de l'alphabet arabe méridional.

Le caractère ለ est dérivé du caractère correspondant de l'alphabet arabe méridional.

## Représentation informatique
- Dans la norme Unicode, les caractères sont représentés dans la table relative à l'éthiopien[1] :
  - ለ : U+1208, « syllabe éthiopienne lä »
  - ሉ : U+1209, « syllabe éthiopienne lou »
  - ሊ : U+120A, « syllabe éthiopienne li »
  - ላ : U+120B, « syllabe éthiopienne la »
  - ሌ : U+120C, « syllabe éthiopienne lé »
  - ል : U+120D, « syllabe éthiopienne le »
  - ሎ : U+120E, « syllabe éthiopienne lo »
  - ሏ : U+120F, « syllabe éthiopienne lwä »